# Ignacew Folwarczny
Ignacew Folwarczny est une localité polonaise de la gmina de Parzęczew, située dans le powiat de Zgierz en voïvodie de Łódź.